# Гута-Хойно
Гута-Хойно (пол. Huta-Chojno) — село в Польщі, у гміні Роґово Рипінського повіту Куявсько-Поморського воєводства.
Населення — 142 особи (2011).
У 1975-1998 роках село належало до Влоцлавського воєводства.

## Демографія
Демографічна структура станом на 31 березня 2011 року:
|          | Загалом | Допрацездатний вік | Працездатний вік | Постпрацездатний вік |
| -------- | ------- | ------------------ | ---------------- | -------------------- |
| Чоловіки | 69      | 10                 | 53               | 6                    |
| Жінки    | 73      | 20                 | 36               | 17                   |
| Разом    | 142     | 30                 | 89               | 23                   |